# ビジョン・プロセッシング・ユニット
ビジョン・プロセッシング・ユニット（英: VPU、Vision Processing Unit）は（2023年時点では）新興マイクロプロセッサの1分類であり; マシンビジョン・タスクを高速化するように設計された、特定の種類のAIアクセラレータである。

## 概要
ビジョン・プロセッシング・ユニットはCNN（畳み込みニューラルネットワーク）、SIFT（スケール不変特徴変換）などのマシンビジョン・アルゴリズムの実行に適しているという点で、ビデオ・プロセッシング・ユニット（ビデオのエンコードとデコードに特化したもの）とは異なる。
これらには、（オフチップ・バッファをバイパスして）カメラからデータを取得するための直接インターフェイスが含まれる場合があり、メニーコアDSPなどのスクラッチパッドメモリを備えた多数の並列実行ユニット間のオンチップ・データフローがより重視される。ただし（ビデオ・プロセッシング・ユニットのように）、画像処理のための低精度の固定小数点演算に焦点を当てている場合がある。

## GPU類との対比
これらは（3Dグラフィックス向けに）ラスタライゼーションとテクスチャマッピングに特化したハードウェアを備え、メモリ・アーキテクチャが（ランダム・アクセス・パターンによるテクスチャマップの読み取りとフレームバッファの変更など）オフチップ・メモリ内のビットマップ画像の操作に最適化されているGPUとは異なる。VPUはワットあたりのパフォーマンスに最適化されているが、GPUは主に絶対パフォーマンスに重点を置いている。
ターゲット市場はロボット工学、モノのインターネット（IoT）、仮想現実と拡張現実用の新しいクラスのデジタルカメラ、スマート・カメラ、そしてスマートフォンやその他携帯機器へのマシンビジョン・アクセラレーションの統合などである。

## 一例
- インテル系列
  - Movidius Myriad X、インテルのMyriad VPUシリーズにおける第3世代VPU[3]。
  - Movidius Myriad 2、はw:Google Project Tango[4]、w:Google Clips、そしてDJI製ドローン[5]で使用されている。
  - Mobileyeのw:Mobileye EyeQ
- Pixel Visual Core (PVC)、はモバイルデバイス向けの完全にプログラム可能な画像、ビジョン、そしてAIプロセッサである
- Microsoft HoloLensには、（CPUおよびGPUを補完する）ホログラフィック・プロセッシング・ユニットと呼ばれるアクセラレータが含まれており、これはカメラ入力解釈時に拡張現実アプリケーションの環境追跡とビジョンを高速化することを主眼としている[6]。
- w:Eyeriss、畳み込みニューラルネットワークの実行を目的としたMITのデザイン案[7]。
- w:NeuFlow、は畳み込みを高速化するためにデータフロー・アーキテクチャを利用するw:Yann LeCunによる（FPGAで実装された）デザイン案。
- Programmable Vision Accelerator (PVA)、はNvidiaによりデザインされたw:7-way VLIW Vision Processor。

## より大分類なカテゴリ
一部のプロセッサーはVPUとして説明されてないが、マシンビジョン・タスクに同様に適用できる。これらは、（VPUも属する可能性がある）AIアクセラレータのより広範なカテゴリを形成する可能性があるが、しかしながら2016年現在、名前についてはコンセンサスがない:
- IBMのTrueNorthニューロモルフィックプロセッサはビデオ/オーディオを含む、似たようなセンサー・データのパターン認識と、インテリジェンス・タスクを主眼としていた。
- クアルコム Zeroth ニューラル・プロセッシング・ユニット、はAI指向チップ/センサーの新興クラスにおける、もう1人の参加者[8]。
- インテルのMeteor Lakeプロセッサの全モデルはコンピュータ・ビジョンとディープ・ラーニングの推論を高速化するためのw:Versatile Processor Unit（VPU）が内蔵されている[9]。